# Sangano
Sangano (piemonti nyelven Sangan) egy észak-olasz község (comune) a Piemont régióban.

## Testvérvárosok
- Diamantina, Brazília